# Антонов, Евгений Иванович
Евгений Иванович Антонов (родился 27 июля 1939 года в Москве) — советский регбист и регбийный тренер, мастер спорта СССР (1967), заслуженный тренер РСФСР (1972). Один из первых заслуженных тренеров РСФСР по регби.

## Биография

### Ранние годы
Родился 27 июля 1939 года в Москве. Родители — выходцы из деревни Шамово Михайловского района Рязанской губернии. Отец окончил четыре класса церковно-приходской школы, мать — два класса. После переезда в Москву родители крепко осели в столице. У отца были восемь сестёр и брат, которые все вскоре перебрались в Москву. Евгений — младший из четырёх детей в семье. Его сестра, которая была старше Евгения на два года, занималась лёгкой атлетикой на стадионе «Динамо», и он изначально следовал её примеру, тренируясь на малом стадионе и теннисном корте. Занимался под руководством метательницы копья Клавдии Яковлевны Маючей, к концу учёбы в школе получил первый разряд и готовился к выполнению нормативов мастера спорта по метанию копья.

### Игровая карьера
В 1958 году Евгений Антонов поступил в МВТУ на факультет «Тепловые и гидравлические машины». По «ведомственным соображениям» он вынужден был перейти в «Буревестник». В регби пришёл, когда обнаружил объявление об организации в институте новой секции: заниматься начал в ноябре 1958 года. Выступал за команду МВТУ, дважды выигрывал чемпионат СССР в 1966 и 1968 годах; тренировал команду МВТУ в 1962—1968 годах.
Антонов окончил факультет энергомашиностроения в 1963 году. В 1963—1982 годах работал инженером в Центральном институте авиационного моторостроения имени Баранова. В 1969 году он пришёл в команду «ВВА» из Монино, приведя с собой ещё 10 игроков МВТУ. Антонов был играющим тренером монинцев в 1969—1974 годах, выиграв с командой чемпионаты СССР в 1969 и 1971 году. Становился также чемпионом Москвы, ЦС «Буревестника» и ВЦСПС.

### Тренерская карьера
Антонов был старшим тренером монинского «ВВА» в 1974—1988 годах. Как тренер «ВВА», он стал семикратным чемпионом СССР (1976, 1977, 1980, 1981, 1984, 1985, 1986) и четырёхкратным обладателем Кубка СССР (1976, 1980, 1983, 1987): победы под руководством Антонова сделали клуб рекордсменом в СССР и России по числу побед. В 1974 году тренировал сборную клубов СССР на турнире «Социалистическая индустрия», командой руководил до 1981 года. В составе сборной СССР он становился серебряным призёром чемпионата Европы в 1987 и 1989 годах, сменив во втором случае Игоря Бобкова. По собственным словам, начинал 14 лет подготовку команды «ВВА» к сезонам с двухнедельного сбора в Терсколе на горе Чегет, где те занимались горнолыжным спортом.
Проработав почти 20 лет в «ВВА», в 1989 году возглавил московскую «Славу», выиграв с ней Кубок СССР. В 1992 году после прекращения розыгрыша чемпионата СССР клуб переживал трудные времена, однако сохранился благодаря усилиям президента Алексея Ниловского (была спасена спортивная школа). Около пяти лет Антонов вёл группу регбистов (ребята из старшей группы ДЮСШ), которые позже стали костяком команды. Тренерский пост оставил в 2002 году, подготовив за свою карьеру более 150 мастеров спорта СССР и России, а также мастеров спорта международного класса.

### После тренерской карьеры
В середине 1990-х годов Антонов был назначен главным энергетиком Московского дворца молодёжи, где работал до 2002 года. По собственным словам, трижды безуспешно пытался защитить кандидатскую диссертацию (первая была посвящена ракетам, ещё две — спорту). Позже работал в Федерации регби России, был председателем научно-методического совета Союза регбистов России. В 2011 году вёл колонку в «Газета.ру», посвящённую чемпионату мира по регби в Новой Зеландии. 3 ноября 2022 года введён в Зал славы российского регби.
Женат вторым браком, в этом браке родились двое детей. По собственным словам, все ремонтные и строительные работы всегда делал сам, что позволяло ему выживать в 1990-е годы в трудные времена для страны.